# Giurgiș, Mureș
Giurgiș este un sat în comuna Chețani din județul Mureș, Transilvania, România.